# Stazione di Savignyplatz
La stazione di Savignyplatz è una fermata ferroviaria di Berlino, sita nel quartiere di Charlottenburg. È posta sotto tutela monumentale (Denkmalschutz).

## Strutture e impianti
Posta in viadotto, la fermata conta due binari – uno per ogni senso di marcia – serviti da una banchina ad isola accessibile attraverso un sottopassaggio.

## Movimento
La fermata è servita dalle linee S 3, S 5, S 7 e S 9 della S-Bahn.

## Interscambi
- Fermata autobus